# John Francis Dodge

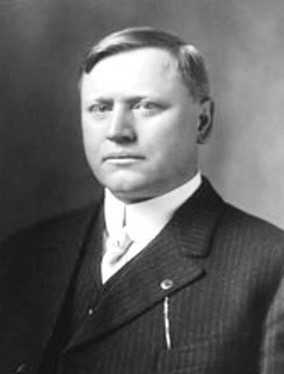
John Francis Dodge

John Francis Dodge (* 25. Oktober 1864 in Niles, Michigan; † 14. Januar 1920 in New York) war ein US-amerikanischer Automobilhersteller.
In jungen Jahren lernten John Francis Dodge und sein Bruder Horace Elgin Dodge bei ihrem Vater im Laden. 1886 zog die Familie nach Detroit und die beiden Brüder wurden zu den besten Ingenieuren des Gebietes. Nachdem sie für verschiedene Industrien gearbeitet hatten, erhielten sie im Jahre 1901 ihren ersten Automobilvertrag von Ransom Eli Olds.
1907 heiratete John Dodge Matilda Rausch (1883–1967). Die Familie hatte drei Kinder, Frances (1914–1971), Daniel (1917–1938); das jüngste, Anna Margaret, geboren 1919, starb mit fünf Jahren.
Die Firma Dodge produzierte ab 1914 eigene Autos.
Er starb, wie sein Bruder Horace, an der Spanischen Grippe.
Auf seinem ehemaligen Anwesen, von seiner Witwe bis 1967 bewohnt, fand der Meadow Brook Concours d’Elegance für klassische Automobile statt.